# Chenonetta jubata

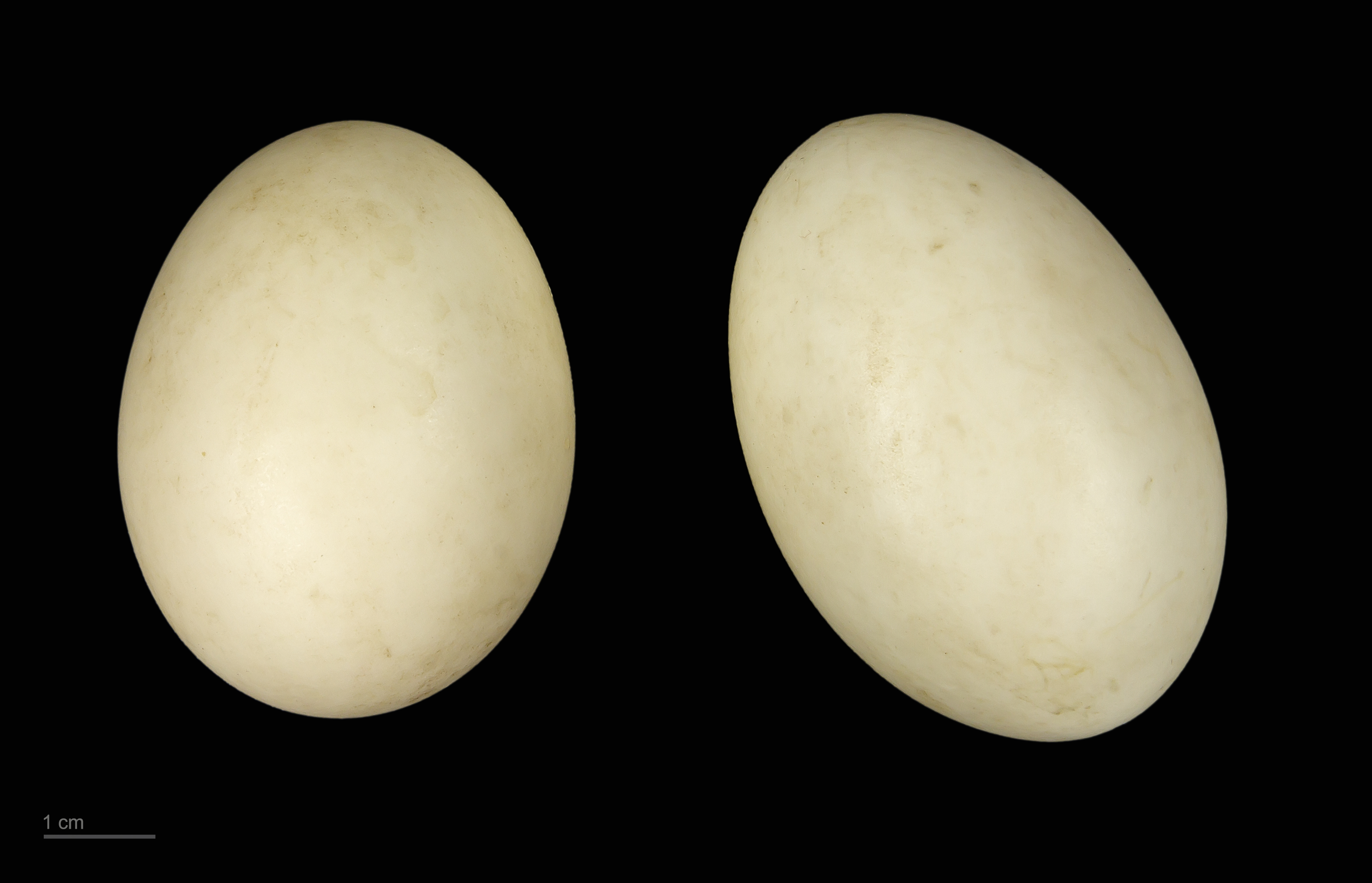
Chenonetta jubata

Chenonetta jubata là một loài chim trong họ Vịt. Chúng là loài duy nhất còn tồn tại của chi Chenonetta.
Loài vịt này phổ biến ở Úc, bao gồm Tasmania. Loài vịt này được tìm thấy ở đồng cỏ, rừng mở, vùng đất ngập nước, đồng cỏ ngập nước và dọc theo bờ biển ở các vịnh nhỏ và vịnh. Chúng cũng phổ biến trên đất nông nghiệp với đập, cũng như xung quanh ruộng lúa, ao nước thải và trong các công viên đô thị. Nó thường được tìm thấy xung quanh các hồ sâu hơn có thể không phù hợp với các loài chim nước khác, vì chúng ưa thích tìm thức ăn trên đất liền hơn.